# Дом-музей Константина Станиславского
Мемориа́льный дом-музе́й Константи́на Станисла́вского — мемориальный музей, посвящённый жизни и деятельности режиссёра Константина Станиславского. Открытие учреждения состоялось в 1948 году по инициативе жены Станиславского актрисы Марии Лилиной и старшей дочери Киры Алексеевой. Музей располагается в особняке XVII века в Леонтьевском переулке, где режиссёр проживал с 1921 по 1938 год, и входит в состав Музея Московского художественного академического театра (МХАТ). Экспозиция состоит из антикварной мебели, сценических костюмов, фотографий и архивных документов.

## История

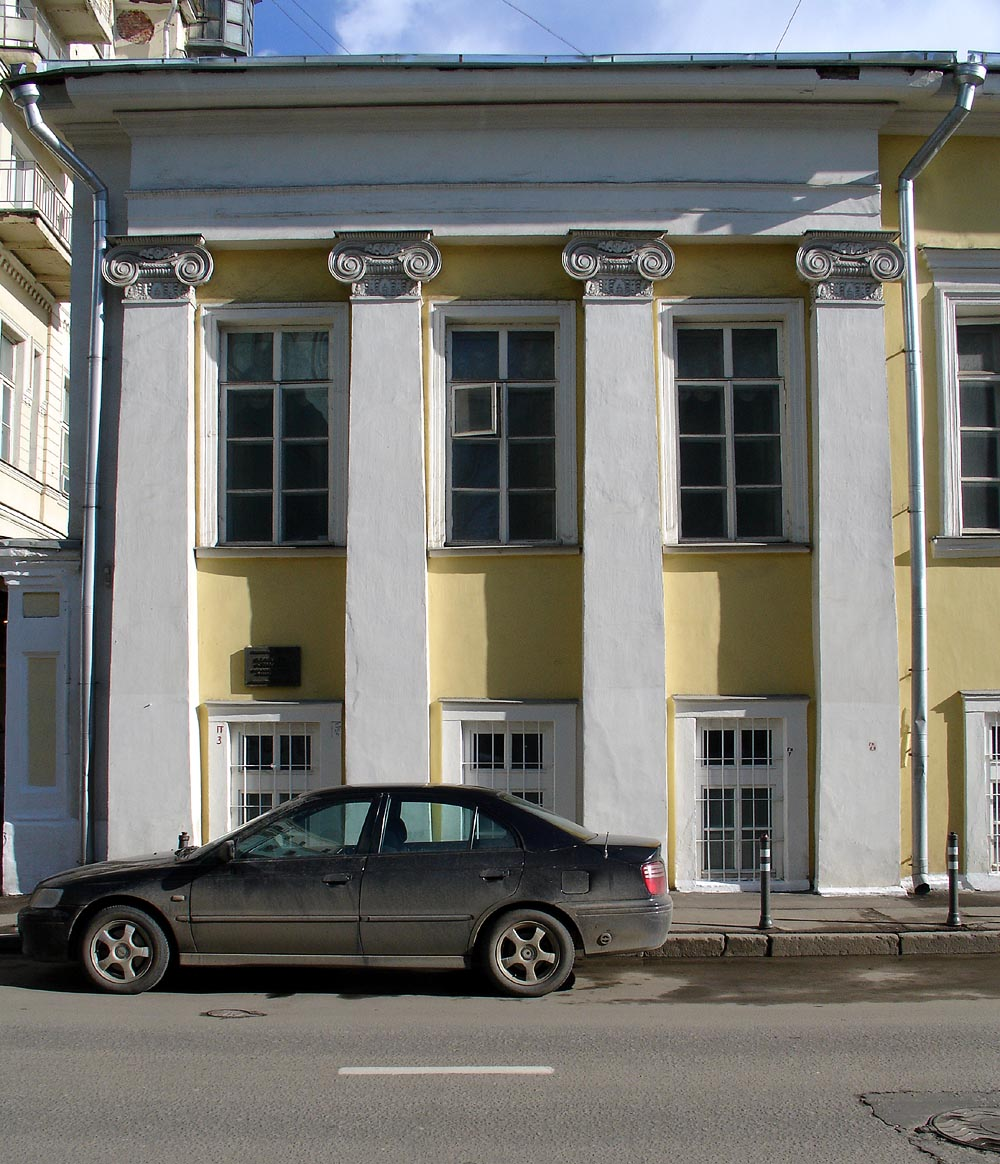
Вид на особняк со стороны Леонтьевского переулка, 2007 год

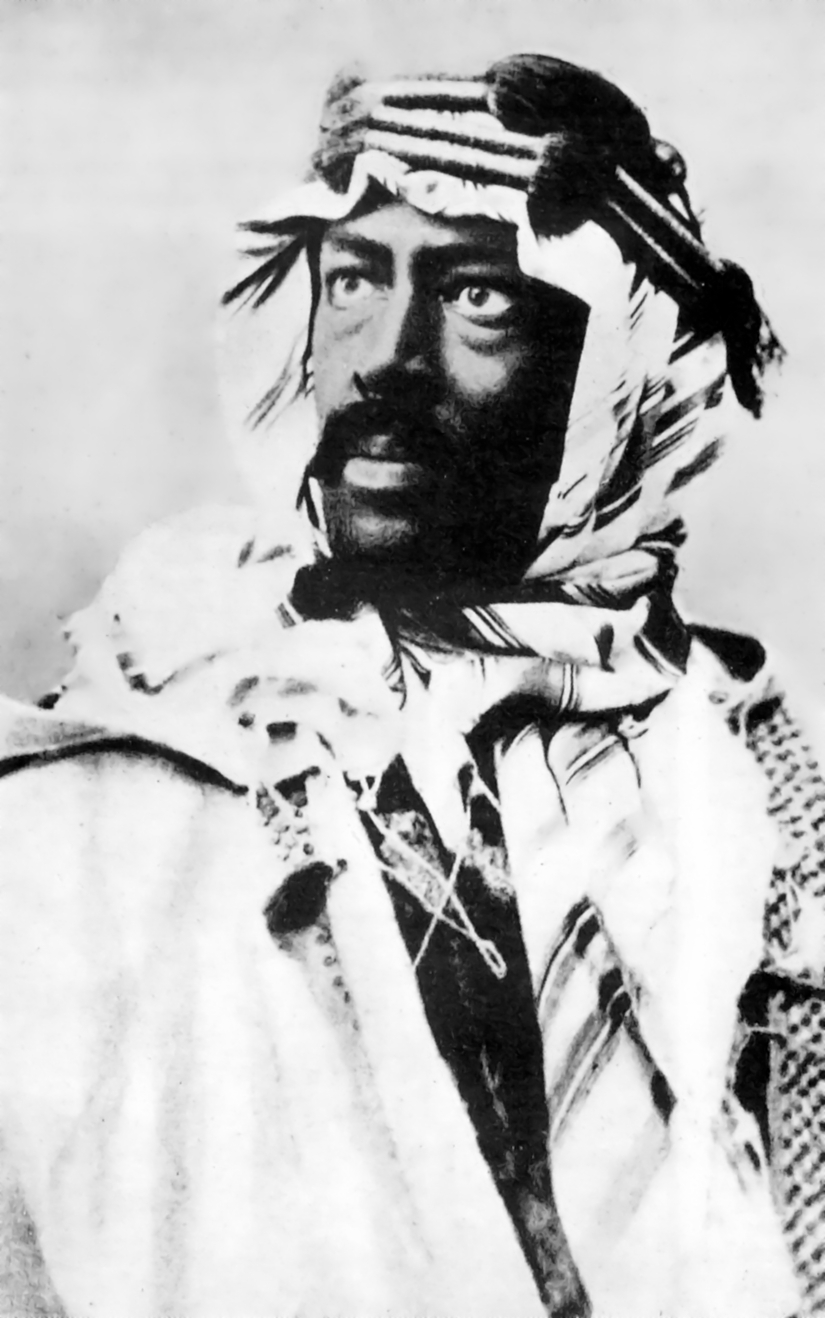
Фотография Константина Станиславского в образе Отелло,1896 год

### Эксплуатация дома
Особняк представляет собой одну из немногих сохранившихся московских построек XVII века. В 1690 годах на участке были построены каменные палаты, декор которых и на сегодняшний день виден со двора особняка. В XVIII-XIX веках у здания сменилось несколько владельцев: граф И. Толстой, Капитан-поручик Измайловского полка Пётр Хлопов, генерал-майор Николай Ермолов, а также Варвара Спиридонова, при которой в здании появился большой бальный зал.
После пожара 1812 года произошла первая существенная перестройка здания, когда владельцы здания оформили его в стиле ампир: появились колонны из искусственного мрамора, карнизы, лепнина на капителях и темперная роспись потолков. В конце XIX века фасад был украшен центральными и боковыми ризалитами, овальными окнами, а также пилястровыми ионическими портиками. В XX веке во дворе здания было расположено общежитие актёров МХАТа, в котором проживал советский актёр Юрий Соломин.

### Проживание Станиславского
После революции 1917 года и начавшейся политики уплотнения Станиславский был вынужден покинуть свой дом в Большом Каретном переулке — советские власти решили обустроить там автобазу Совнаркома. Благодаря личному ходатайству наркома просвещения Анатолия Луначарского к Владимиру Ленину, Станиславскому разрешили самостоятельно выбрать новое место жительства. К 1921 году поиск здания завершился: особняк в Леонтьевском переулке, 6 отвечал главному критерию артиста — он имел хороший музыкальный зал. Станиславский прожил на втором этаже дома до 1938-го, разделив помещения на две части: жилые комнаты и оперную студию, где проходили репетиции спектаклей.
Переехав в новую квартиру в шестидясителетнем возрасте, последние десять лет своей жизни Станиславский практически не выходил из дома, работая над рукописями и проводя репетиции во внутренней студии. Из-за необходимости соблюдать постельный режим режиссёр в последние годы проводил репетиции спектаклей по телефону.

### Открытие музея
Решение об основании мемориального музея в последней квартире Станиславского было принято в 1941 году. Открытие состоялось на десятилетие со дня смерти режиссёра в 1948-м. Первым директором стала дочь Станиславского Кира, лоббировавшая создания музея. С момента основания дом-музей является филиалом музея МХАТа.

### Современность
С начала 2000-х в бывшей конюшне во дворе особняка располагается театр La Stella. C 2011 по 2015 год в особняке проводилась реставрация нанятыми работниками Эрмитажа. По итогам работ кровлю заменили мауэрлатом, обновили водосточную систему, провели инженерные сети, воссоздали интерьеры слуховых окон, оформили венчающий карниз, а также отремонтировали оконные и дверные проёмы. Декор фасада был очищен, а утраченные элементы — восстановлены. Белокаменный цоколь центрального фасада укрепили дополнительными материалами и расчистили от налёта. Особое внимание во время работ было уделено парадной деревянной лестнице, описанной в романе Михаила Булгакова «Театральный роман». Реставраторы заменили тамбур, ступени, тетивы, балясины и поручни, а также восстановили плафон. По просьбам сотрудников музея в ходе реставрации был оставлен знаменитый скрип деревянных ступеней.
На гнущихся ногах,  со стуком в голове я выходил и с озлоблением глянул на черного Островского. Я что-то бормотал, спускаясь по скрипучей деревянной лестнице,  и  ставшая ненавистной пьеса оттягивала мне руки.  Ветер рванул с меня шляпу при выходе во двор,  и я поймал ее в луже. Бабьего лета не было и в помине.  Дождь брызгал косыми струями,  под ногами хлюпало,  мокрые листья срывались с деревьев в саду. Текло за воротник.Описание лестницы Станиславского в романе Михаила Булгакова
В 2015 году здание стало лауреатом конкурса правительства Москвы «Московская реставрация» в номинации «За лучший проект реставрации объекта культурного наследия».
В 2024 году в пространстве Дом-музей К.С. Станиславского открылась профессиональная театральная мастерская "Первая Общедоступная Театральная Мастерская" под руководством Романа Евгеньевича Акимова

## Экспозиция

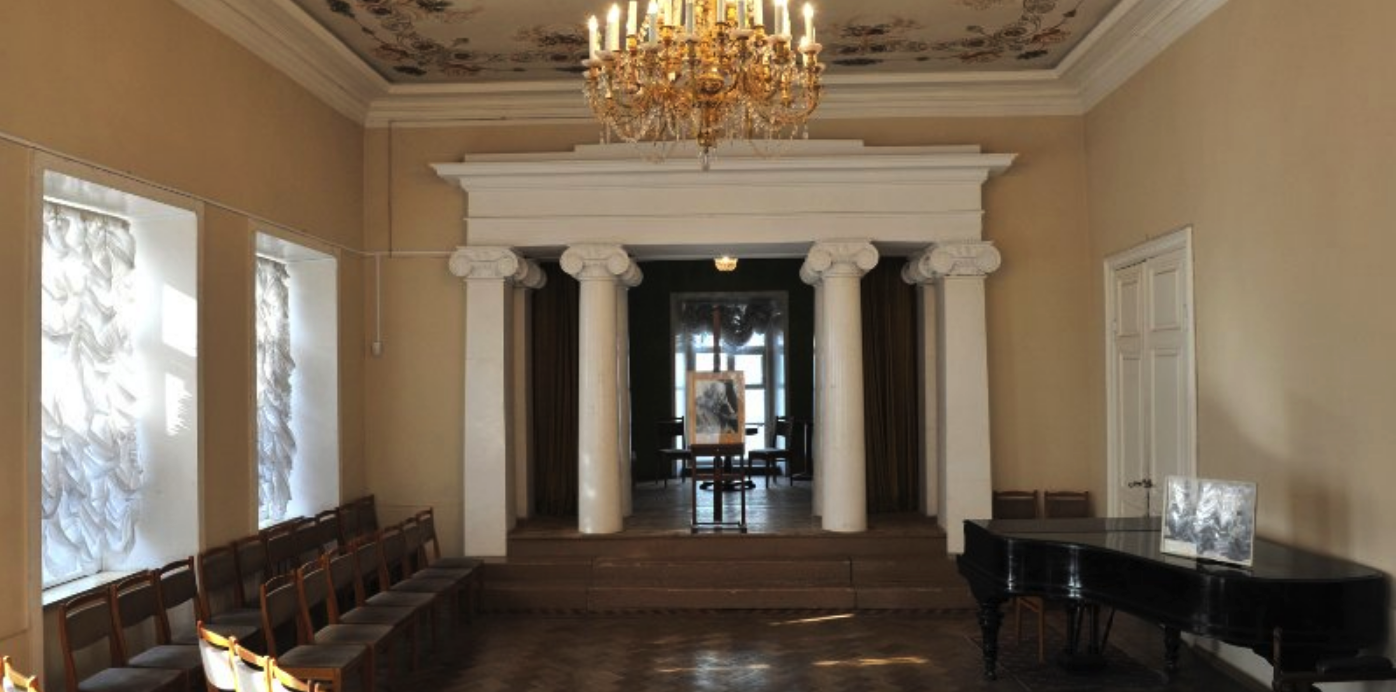
«Онегинский» зал, 2018 год

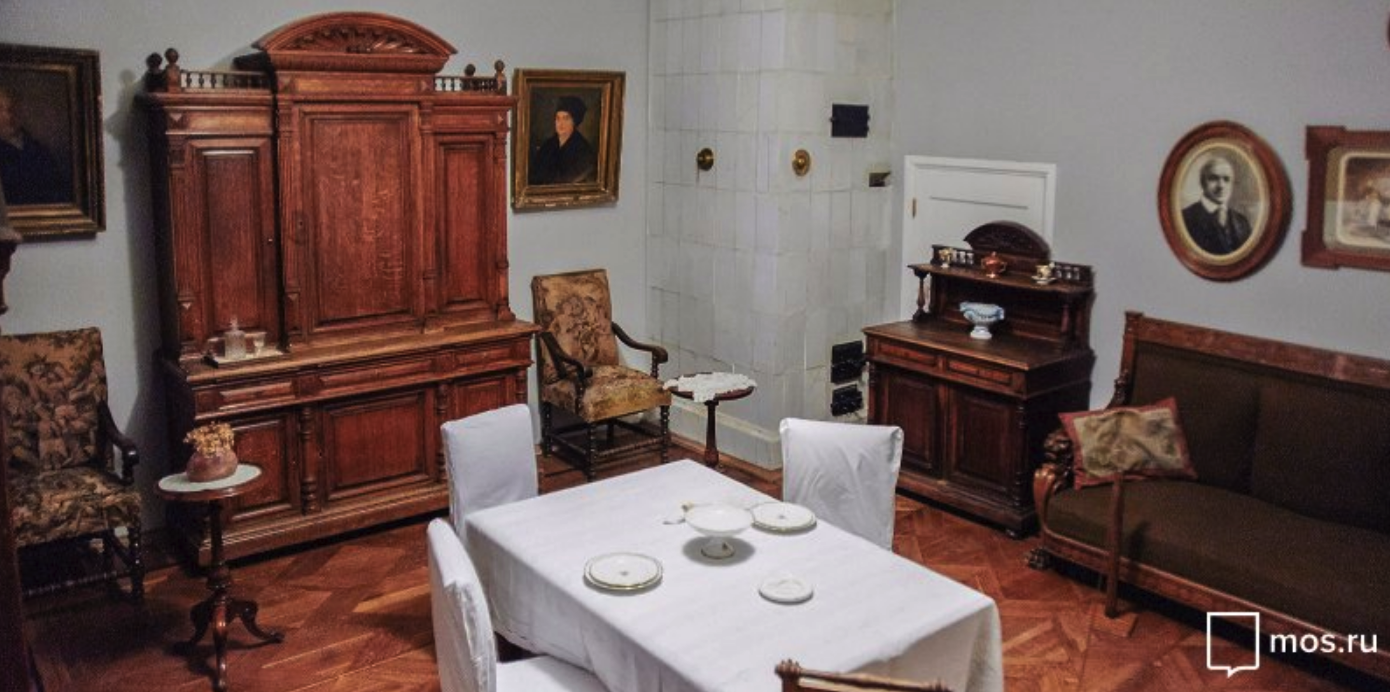
Интерьеры музея, 2016 год

Экспозиция располагается в восстановленных комнатах особняка, оформленных в стиле раннего русского ампира. Собрание составляют историко-театральные коллекции Станиславского: антикварная мебель, книги, сценические костюмы, театральные предметы, а также семейные фотографии.
На первом этаже экспонируются предметы, посвящённые режиссируемым Станиславским спектаклям «Снегурочка», «Царь Фёдор Иоаннович», «Женитьба Фигаро», а также «Месяц в деревне». На стеллажах, расставленных по периметру анфилады комнат первого этажа, хранятся книги из его семейной библиотеки.
Восстановленные жилые комнаты семьи расположены на втором этаже: рабочий кабинет режиссёра, столовая, «Онегинский зал», а также комнаты первой жены Марии Лилиной, где хранится носовой платок с вышитой монограммой «М. А.» — «Мария Алексеева». Псевдоним «Лилина» она взяла в честь цветка, на который она, по мнению друзей, была похожа.
Центральным залом является кабинет Станиславского. Вход в комнату осуществляется через большую дубовую дверь, стилизованную под средневековье. В этой комнате режиссёр написал книги «Моя жизнь в искусстве» и «Работа актёра над собой», положившие начало методу Станиславского. В кабинете деятель устраивал приёмы: его посещали артисты Иван Москвин, Василий Качалов, Ольга Книппер-Чехова, Леонид Леонидов, Василий Лужский, Борис Добронравов, Лидия Коренева, садившиеся у большого круглого стола в центре зала, в то время как сам Станиславский располагался в итальянском кресле XIX века, стоящем в углу. На стенах кабинета висят эскизы английского режиссёра Гордона Крэга к спектаклю «Гамлет» (1911 год), Александра Бенуа к «Мнимому больному» (1913 год) и «Хозяйке гостиницы» (1914 год). Плафон кабинета украшен натюрмортами, на которых изображены круги-клетки с птицами, крылатые полуптицы-полуженщины, стручки гороха, а также сельские мотивы.
Слева от кабинета расположена столовая, стены которой украшают старинные портреты родственников режиссёра купцов Алексеевых. Рядом находится «Онегинский зал», названный в честь премьеры оперы Петра Чайковского «Евгений Онегин», прошедшей в 1922 году. Помещение представляет собой большую бальную комнату с белыми колоннами, в которой ученики и актёры МХАТа проводили репетиции «Царской невесты Николая Римского-Корсакова» (1926 год), «Майской дочери» (1928 год), «Богемы» (1927 год) и других спектаклей. На стенах висят картины, подаренные режиссёру художниками Александром Бенуа, Мстиславом Добужинским, Александром Головиным и другими.
Третий этаж экспозиции посвящён творчеству Станиславского в советский период. В комнатах расположена коллекция предметов из работы режиссёра над спектаклями «Дни Турбиных» (1926 год) и «Бронепоезд 14-69» (1927 год), а также прижизненные издания книг Станиславского, переведённые на иностранные языки и альбом с графическими рисунками, обнаруженный в ходе реставрации.